# Saxberget
Saxberget är ett berg i Ludvika kommun med foten vid tätorten Saxdalen. Berget är cirka 443 m högt med vacker utsikt över flera sjöar i kommunen, som Saxen, Väsman, Bysjön och Björken.
I Långfallsgruvan har brutits sulfidmalm. I berget förekommer även kulmalm.
Saxberget är även namnet på en liten by på bergets sydöstsluttning.